# Susanne Jordan
Susanne Jordan ist eine deutsche Gesundheitswissenschaftlerin. Sie ist leitende wissenschaftliche Mitarbeiterin im Robert Koch-Institut.

## Werdegang
Susanne Jordan studierte Sozialwissenschaften an der Universität Erlangen (Abschluss Diplom-Sozialwirtin) und Public Health an der Universität Bielefeld,  wo sie 2020 mit einer Arbeit zur Verhaltensprävention zur Dr. PH (Doktor Public Health) promoviert wurde.
Von 1999 bis 2002 war sie wissenschaftliche Mitarbeiterin in der Arbeitsgruppe Public Health des Wissenschaftszentrums  Berlin und arbeitete dort unter anderem auf dem Gebiet der Gewaltprävention. Es folgten Tätigkeiten als Wissenschaftlerin an der Fakultät für Gesundheit der Universität Bielefeld, dann von 2003 bis 2006 als stellvertretende Leiterin der Arbeitsgruppe Suchtprävention der Bundeszentrale für gesundheitliche Aufklärung und anschließend bis 2009 als wissenschaftliche Projektleiterin am Deutschen Zentrum für Suchtfragen des Kindes- und Jugendalters (DZSKJ), Universitätsklinikum Hamburg-Eppendorf.
Seit 2009 arbeitet Susanne Jordan am Robert Koch-Institut in Berlin, seit 2015 als stellvertretende Leiterin des dortigen Fachgebietes Gesundheitsverhalten. Ihre Forschungsschwerpunkte liegen in den Bereichen Gesundheitskompetenz, Inanspruchnahme von präventiven Leistungen und Gesundheitsförderung sowie partizipative Gesundheitsforschung.

## Funktionen und Mitgliedschaften (Auswahl)
Susanne Jordan ist Vizepräsidentin der Deutschen Gesellschaft für Sozialmedizin und Prävention (DGSMP) und Vorstandsmitglied des Deutschen Netzwerks Gesundheitskompetenz (DNGK) – Stand November 2024.